# Червен американски морски налим
Червените американски морски налими (Urophycis chuss) са вид животни от семейство Трескови (Gadidae).
Таксонът е описан за пръв път от Йохан Юлиус Валбаум през 1792 година.